# Karl Wilhelm von Kupffer
Karl Wilhelm von Kupffer (14 de noviembre de 1829, Lestene parish, Municipalidad de Tukums en Curlandia, actual Letonia - 16 de diciembre de 1902, Múnich) era un alemán del Báltico, anatomista e histólogo que descubrió las células de Kupffer un tipo de macrofago, las cuales llevan su nombre.

## Biografía
Fue el hijo mayor del pastor Karl Hermann Kupffer (1797-1860), Kupffer recibió su doctorado como médico en la Universidad de Tartu en 1854. Posteriormente, el prosiguió sus estudios en Viena (1856-1857), Berlín y Gotinga. Durante este periodo fue estudiante de Emil Du Bois-Reymond y Johannes Peter Müller. En 1858 retorno a Tartu donde trabajó como prosector hasta 1865. En 1866 fue nombrado director de anatomía de la Universidad de Kiel, y de 1875 hasta 1880 fue profesor de anatomía de la Universidad de Königsberg. De 1880 hasta su retiro en 1901, Kupffer fue profesor de histología y curador del instituto de anatomía de la Universidad Ludwig Maximilians de Múnich.
Kupffer es conocido principalmente por su trabajo en el campo de la histología, anatomía y embriología. Se interesó principalmente en las estructuras celulares, glandulares y nerviosas y procesos del estómago e hígado. Respecto a su descubrimiento de las células de Kupffer, un epónimo de su nombre, el creyó en forma incorrecta que estas células hacían parte integral del endotelio de los vasos sanguíneos hepáticos. En 1898 el patólogo polaco Tadeusz Browicz (1847-1928) las identificó correctamente como macrófagos. Durante el ejercicio de su cargo en la Universidad de Königsberg, tuvo la oportunidad de examinar el cerebro del filósofo alemán Immanuel Kant.

## Trabajos seleccionados
- De medullae spinalis textura in ranis ratione imprimis habita indolis substantiae cinerae, 1854
- Der Schädel von Immanuel Kant, Archiv für Anthropologie, Band 13
- Über Sternzellen in der Leber, brief an Prof. Waldyer, 1876, Archiv, Mikroskopische Anatomie, 12, 352-358
- Über die sogennanten Sternzellen der Säugethierleber, Archiv, Mikroskopische Anatomie, 1899, 54, 254-288
- Über Sternzellen der Leber, Versammlung 1898, Veröffentlicht 1898, anatomische Geselschaft